# Leptataspis borneensis
Leptataspis borneensis är en insektsart som beskrevs av Schmidt 1911. Leptataspis borneensis ingår i släktet Leptataspis och familjen spottstritar. Inga underarter finns listade i Catalogue of Life.